# Marc Pyrée
Marc Pyrée, né le 2 juin 1960, est un karatéka français. 
Il est surtout connu pour avoir remporté l'épreuve de kumite individuel masculin plus de 80 kilos aux championnats d'Europe de karaté 1988, 1989 et 1990 ainsi qu'aux championnats du monde de karaté 1990.

## Résultats
| Résultat           | Date         | Épreuve                   | Catégorie | Compétition                | Ville hôte                  |
| ------------------ | ------------ | ------------------------- | --------- | -------------------------- | --------------------------- |
| Médaille d'argent  | 1981         | Kumite individuel open    | Seniors   | Jeux mondiaux 1981         | Santa Clara, aux États-Unis |
| Médaille d'argent  | 1983         | Kumite individuel + 80 kg | Seniors   | Championnats d'Europe 1983 | Madrid, en Espagne          |
| Médaille de bronze | 1984         | Kumite individuel + 80 kg | Seniors   | Championnats du monde 1984 | Maastricht, aux Pays-Bas    |
| Médaille de bronze | 1985         | Kumite individuel + 80 kg | Seniors   | Championnats d'Europe 1985 | Oslo, en Norvège            |
| Médaille de bronze | 1987         | Kumite individuel + 80 kg | Seniors   | Championnats d'Europe 1987 | Glasgow, au Royaume-Uni     |
| Médaille d'or      | 1988         | Kumite individuel + 80 kg | Seniors   | Championnats d'Europe 1988 | Gênes, en Italie            |
| Médaille d'or      | 1989         | Kumite individuel + 80 kg | Seniors   | Championnats d'Europe 1989 | Titograd, en Yougoslavie    |
| Médaille de bronze | Juillet 1989 | Kumite individuel open    | Seniors   | Jeux mondiaux 1989         | Karlsruhe, en Allemagne     |
| Médaille d'or      | 1990         | Kumite individuel + 80 kg | Seniors   | Championnats d'Europe 1990 | Vienne, en Autriche         |
| Médaille d'or      | 1990         | Kumite individuel + 80 kg | Seniors   | Championnats du monde 1990 | Mexico, au Mexique          |

Champion du Monde en 1994 par équipe